# Министерство национальной обороны Колумбии
Министерство национальной обороны Колумбии является национальным министерством исполнительного правительства Колумбии, которому поручена координация и контроль всех органов и функций государства непосредственно связанных с национальной безопасностью и вооруженными силами Колумбии, как и оборонных ведомств в других странах. Оно состоит из Национальной армии, Национальной Армады и военно-воздушных сил и национальной полиции.